# Metalsalt
Metalsalte er den type kemiske forbindelser, der fremkommer, når man behandler metal med syre, eller når man neutraliserer base med syre. 

## Metalsalte
- Alun (= aluminiumsulfat)
- Gips (= kalciumsulfat)
- "Natron" (= natriumbikarbonat)
- Jernvitriol (= ferrosulfat)
- Kromat
- Kalksalpeter (= kalciumnitrat)